# شوکران آبی شمالی
شوکران آبی شمالی (نام علمی: Cicuta virosa) نام یک گونه از سرده شوکران آبی است که در شمال و مرکز اروپا، شمال آسیا و شمال غربی آمریکای شمالی رشد میکند.